# Antonina Pisarczyk
Antonina Pisarczyk (ur. 23 maja 1907 w Kokandzie, zm. 6 stycznia 1995 w Milanówku) – sowiecka etnografka, iranistka, językoznawczyni polskiego pochodzenia, badaczka folkloru uzbeckiego i tadżyckiego, współtwórczyni tadżyckiej etnografii.

## Życiorys
Przyszła na świat w rodzinie o polsko-białoruskich korzeniach jako córka Konstantyna Adamowicza Pisarczyka, mierniczego, oraz Marii z Jasiewiczów, guwernantki i nauczycielki m.in. języka francuskiego. Jej ojciec w XIX wieku zesłany przez władze rosyjskie w głąb Rosji. Zamieszkał na terenie dzisiejszego Uzbekistanu. Według innej wersji Pisarczykowie przenieśli się do Uzbekistanu z Białorusi w poszukiwaniu pracy. Pisarczykowie mieli, oprócz Antoniny, troje dzieci: jej starszą siostrę Marię, ekonomistkę, młodszą Jadwigę, geolożkę, oraz młodszego od Antoniny Konstantyna, Inżyniera melioracji. Antonina Pisarczyk wielokrotnie podkreślała swoje polskie korzenie i polską narodowość.
W 1924 ukończyła Gimnazjum Żeńskie w Kokandzie. Zaczęła studiować iranistykę w Instytucie Etnograficzno-Językoznawczym przy Wydziale Wschodnim Państwowego Uniwersytetu Środkowej Azji w Taszkencie. Studia, które uzupełniała wykładami z zakresu dwóch specjalności będących częścią studiów islamistycznych (arabistyki i turkologii), skończyła w 1929 z tytułem etnografki-językoznawczyni.
Największy wpływ wywarł na nią wykładowca Michaił Stiepanowicz Andriejew. Z jego inspiracji zajęła się etnografią Azji Środkowej i zaczęła pracę terenową. W 1926 w północnym Tadżykistanie badała pracę kobiet. W 1928, mieszkając w Bucharze w domu byłego emirskiego urzędnika, nauczyła się języka tadżyckiego i poznawała tradycyjne życie dawnych elit w zmieniających się warunkach społeczno-ekonomicznych tej części ZSRR. Rozpoczęła też pracę w Kulabie m.in. jako kierowniczka klubu kobiecego. Angażowała się w działania na rzecz zrzucenia przez Tadżyczki parandży – tradycyjnej zasłony.
W 1931, z powodu ucieczki do Afganistanu męża Siergieja G. Sołowowa, poślubionego w 1930 lekarza (ewentualnie oficera), została czasowo zatrzymana. Zadeklarowała, że nie opuści terytorium Tadżyckiej SRR, ale wkrótce została aresztowana i spędziła w więzieniu 1,5 roku. Później, do końca pobytu w ZSRR, była nadzorowana przez lokalne służby bezpieczeństwa. Po powrocie do Uzbekistanu, dzięki m.in. rekomendacji M. Andriejewa, w 1935 zaczęła pracę w nowo otwartym oddziale sztuki środkowoazjatyckiej Muzeum Sztuki Uzbekistanu w Taszkencie. Fakto- i fotograficznie dokumentowała tradycyjne budownictwo drewniane w Taszkencie, nabywała do muzeum detale architektoniczne. W 1936 wyjechała z M. Andriejewem na kilkumiesięczną wyprawę naukową do Chiwy i Buchary, skąd przywiozła wytwory rzemiosła ludowego (hafty, wyroby z metalu i drewna) oraz wykonała bogatą dokumentację fotograficzną. Wyniki badań opisała w 1937 w czasopiśmie „Arhitektura SSSR”, łącząc w tekście pt. Žiloj gorodskoj dom Buhary i Hivy informacje historyczne i etnograficzne. W 1937 wyprawiła się z Andriejewem do Nur-Aty. Dokumentowała rzemiosło kobiece, szczególnie krawiectwo i hafciarstwo. W 1938 w Nur-Acie prowadziła badania nad tradycyjnym ubiorem, co pozwoliło jej zrekonstruować ewolucję stroju kobiecego i opisać jego zróżnicowanie w zależności od statusu społecznego czy majątkowego. Owocem badań prowadzonych w latach 1937–1940 była monografia opublikowana w 2003 w Duszanbe staraniem uczennicy Pisarczyk, Nawrasy Babajewej, jako Odežda tadžikov Nurata. W czasie wyprawy ratowała i opisywała zabytki ze zniszczonych meczetów i chanak sufickich w Uzbeckiej SRR.
W latach 1938–1939 pracowała w Uzbeckim Komitecie Ochrony Zabytków i Sztuki, a potem w Okręgowym Muzeum Krajoznawczym w Samarkandzie. W czasie pracy w komitecie ochrony zabytków uczestniczyła w dwóch wyprawach badawczych do Kotliny Fergańskiej. Rezultatem badań były dwa artykuły. Pierwszy pt. Stroitel’nye materialy i konstruktivnye priëmy narodnyh masterov Ferganskoj doliny v XIX–načale XX v. został opublikowany w czasopiśmie „Sredneaziatskij ètnografičeskij sbornik” w 1954. Omówiła w nim stan badań nad budownictwem tradycyjnym regionu, pozyskiwanie i obróbkę materiału budowlanego oraz zmiany architektury regionu, zaprezentowała informatorów oraz materiał językowy związanym z budownictwem, uzupełniony szkicami, rysunkami i fotografiami. W artykule Nekotorye dannye po istoričeskoj topografii gorodov Fergany opublikowanym w czasopiśmie „Trudy Akademii Nayk Tadžikskoj SSR” opisała mauzolea, meczety i innych zabytków miast regionu.
W 1945 obroniła na Wydziale Historycznym Państwowego Uniwersytetu Środkowej Azji w Taszkencie rozprawę doktorską Samarkandskie žilye doma i kvartal’nye mečeti XIX–XX vv. Pracę opublikowała dopiero na przełomie 1974 i 1975 jako monografię Narodnaâ arhitektura Samarkanda XIX–XX vv. (po materialam 1938–1941 gg.).
W 1941 pracowała w Instytucie Historii Sztuki, a potem w Państwowym Wydawnictwie Tadżykistanu. W latach 1944–1948 pracowała w ramach Oddziału Etnografii Akademii Nauk Uzbeckiej SRR, następnie, do 1951 w Pracowni Etnografii i Archeologii przy Instytucie Historii, Języka i Literatury Tadżyckiej Filii Akademii Nauk ZSRR. W 1951 została kierowniczką Oddziału Etnografii Instytutu Historii, Archeologii i Etnografii Akademii Nauk Tadżyckiej SRR. Pracowała tam do przejścia na emeryturę w 1967.
W czasie kilkumiesięcznego wyjazdu naukowo-badawczego do Pamiru w 1943 wraz z drugim mężem M.S. Andriejewem, którego poślubiła w grudniu 1940, prowadziła badania etnograficzne. Zaowocowały ich wspólną monografią Tadžiki doliny Huf wydaną jednak pod nazwiskiem Andriejewa w Stalinabadzie w 1953 (t. 1) i w 1958 (t. 2), po śmierci Andriejewa. Ekspedycja pozwoliła Pisarczyk na zebranie obszernego materiału etnograficznego (bajki, przysłowia, powiedzenia, terminy opisujące pokrewieństwo), na podstawie którego opublikowała artykuły: w 1951 Pamirskie poslovicy i pogovorki („Literaturnyj Tadžikistan”), w 1953 O nekotoryh terminah rodstva tadžikov („Trudy Akademii nauk Tadžikskoj SSR”). Kontynuowała wcześniejsze badania nad tradycyjnym garncarstwem, zgłębiała też ludowe metody rachuby czasu.
W latach 50. XX wieku we współpracy z N.A. Kisljakowem (1901–1973) badania terenowe w centralnym Tadżykistanie (rejon Karoteginu i Darwazu). Pod jej okiem kształciło się młode pokolenie etnografów i etnografek. Rezultatem wyprawy była trzytomowa monografia Tadžiki Karategina i Darvaza wydana pod redakcją jej i Kisljakowa w Duszanbe w latach 1966–1976. Na jej potrzeby Pisarczyk opracowała temat osadnictwa, budownictwa, rękodzieła, obrzędowości związanej z pogrzebem i żałobą. Robiła zdjęcia, pozyskiwała eksponaty do kolekcji instytucji naukowych, w których pracowała. W dwutomowej monografii Narody Srednej Azii i Kazahstana (ètnografičeskie očerki) (Moskwa 1962) opublikowała rozdział pt. Tadžiki zawierający opis środowiska geograficznego Tadżyckiej SRR, jej historii, przemian w rolnictwie i hodowli, kultury materialnej, kultury duchowej, kultury ludowej i wysokiej oraz sztuki. Na uwagę zasługuje też tadżycko-rosyjski album Amali hunarmandoni togˇ ik: Narodnoe prikladnoe iskusstvo tadžikov (Duszanbe 1987) z dwujęzycznym wstępem, streszczeniem po angielsku oraz 50 kolorowymi malowanymi planszami (detale architektoniczne, odzież ludowa i tkaniny, sprzęty użytku codziennego, biżuteria).
W 1979 została honorową członkinią Polskiego Towarzystwa Ludoznawczego. W 1986 uczestniczyła w LXI Walnym Zgromadzeniu Delegatów PTL w Lublinie.
Do Polski przyjechała na przełomie 1989 i 1990 z powodu wojny domowej w Tadżykistanie. Wcześniej kilkarotnie odwiedziła Polskę. Zamieszkała z córką z drugiego małżeństwa, Jekatieriną M. Andriejewną (1941–2008), arachnolożką, która wyszła za kolegę po fachu, Jerzego Prószyńskiego. Początkowo zatrzymała się w Siedlcach, potem w Milanówku. Przywiozła ze sobą część swoich zbiorów. Stan zdrowia uniemożliwił jej opracowanie własnego dorobku. Opracowała za to dorobek Michaiła S. Andriejewa.
Pochowano ją na cmentarzu parafialnym w Milanówku (kwatera H, rząd 7, grób 3).

## Upamiętnienie
Jej imię nosi Archiwum Centralnoazjatyckie Uniwersytetu Jagiellońskiego powstałe w grudniu 2008 w wyniku przekazania Zakładowi Iranistyki Instytutu Orientalistyki UJ daru Prószyńskich z Milanówka, czyli jej archiwum.